# 保卡爾帕塔區
16°24′28″S 71°39′47″W / 16.40778°S 71.66306°W
保卡爾帕塔區（西班牙語：Distrito de Paucarpata），是秘魯的一個區，位於該國南部阿雷基帕大區的阿雷基帕省，面積31.07平方公里，海拔高度2,405米，2005年人口125,255，人口密度每平方公里4,000人。